# Cyprián Majerník
Cyprián Majerník (Nagykosztolány, 1909. november 24. – Prága, 1945. július 4.) szlovák festő, aki Prágában alkotott; az „1909-es nemzedékhez” kapcsolódik.

## Élete

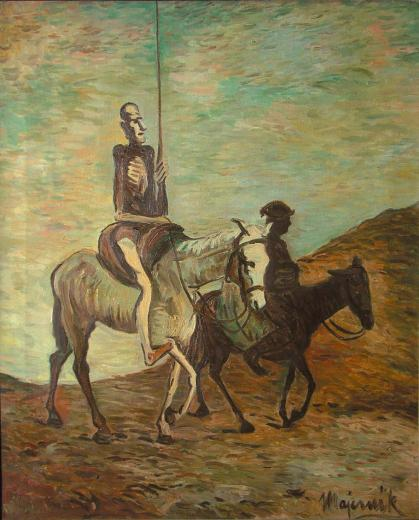
Don Quijote és Sancho Panza

Alapfokú tanulmányait Bazinban végezte, majd 1924-ben a kassai középiskolába járt, ahol közgazdaságtant tanult. Miután a művészet mellett döntött, Pozsonyba ment, hogy magánórákat vegyen Gustáv Mallý expresszionista festőtől. Az alapok elsajátítása után a prágai Képzőművészeti Akadémiára iratkozott be, ahol Josef Loukotánál és Jakub Obrovský-nál tanult. Érettségi után Prágában telepedett le.
1932-ben rövid utazást tett Párizsba, ahol Marc Chagall és Giorgio de Chirico hatása alá került. Prágában egy festői kör tagja lett, amelybe Ján Želibský, Ján Mudroch és Jakub Bauernfreund tartozott. Bár többnyire a cseh fővárosban élt, de számos kirándulást tett Szlovákiába, hogy meglátogassa családját és kiállításokat rendezzen.
Ekkortájt diagnosztizálták nála a sclerosis multiplexet. Mindazonáltal munkásságát a fasizmussal szembeni ellenállása ösztönözte. 1942-re gyakorlatilag ez volt az egyetlen témája, amikor tiltakozott a náci rezsim által elkövetett fogolytáborok, halálmenetek és egyéb gonoszságok ellen. Don Quijote alakja a folyamatos ellenállás visszatérő motívuma volt.
Prága 1945. májusi szovjet felszabadítását követően az Umělecká beseda (egy művészegyesület) politikai megbízhatósági bizonyítványt adott neki. Ekkor feleségül vette régi társát, Karlát is, és lakásengedélyt kért. Nem sokkal később öngyilkos lett, amikor kiugrott egy ablakból. Nem ismert, hogy mi lehetett a közvetlen ok, de akkoriban rövid ideig tartó depressziós rohamokat élt át, ami az ecsettartással és kezeléssel kapcsolatosan egyre nehezebbé tette a munkáját.

## Emlékezete
- 1991-ben Václav Havel elnök posztumusz Tomáš Garrigue Masaryk-renddel tüntette ki.[4]
- 2009-ben a 100. születésnapja tiszteletére bemutatót rendeztek a Mirbach-palotában.
- 2011-ben egy vitatott lépéssel a Vyšehrad temetőben lévő teret eladták Tomáš Rosen üzletembernek és sportklub-tulajdonosnak, a festő maradványait pedig áthelyezték a Márton-i Nemzeti Temetőbe.[5]

## Válogatott festmények

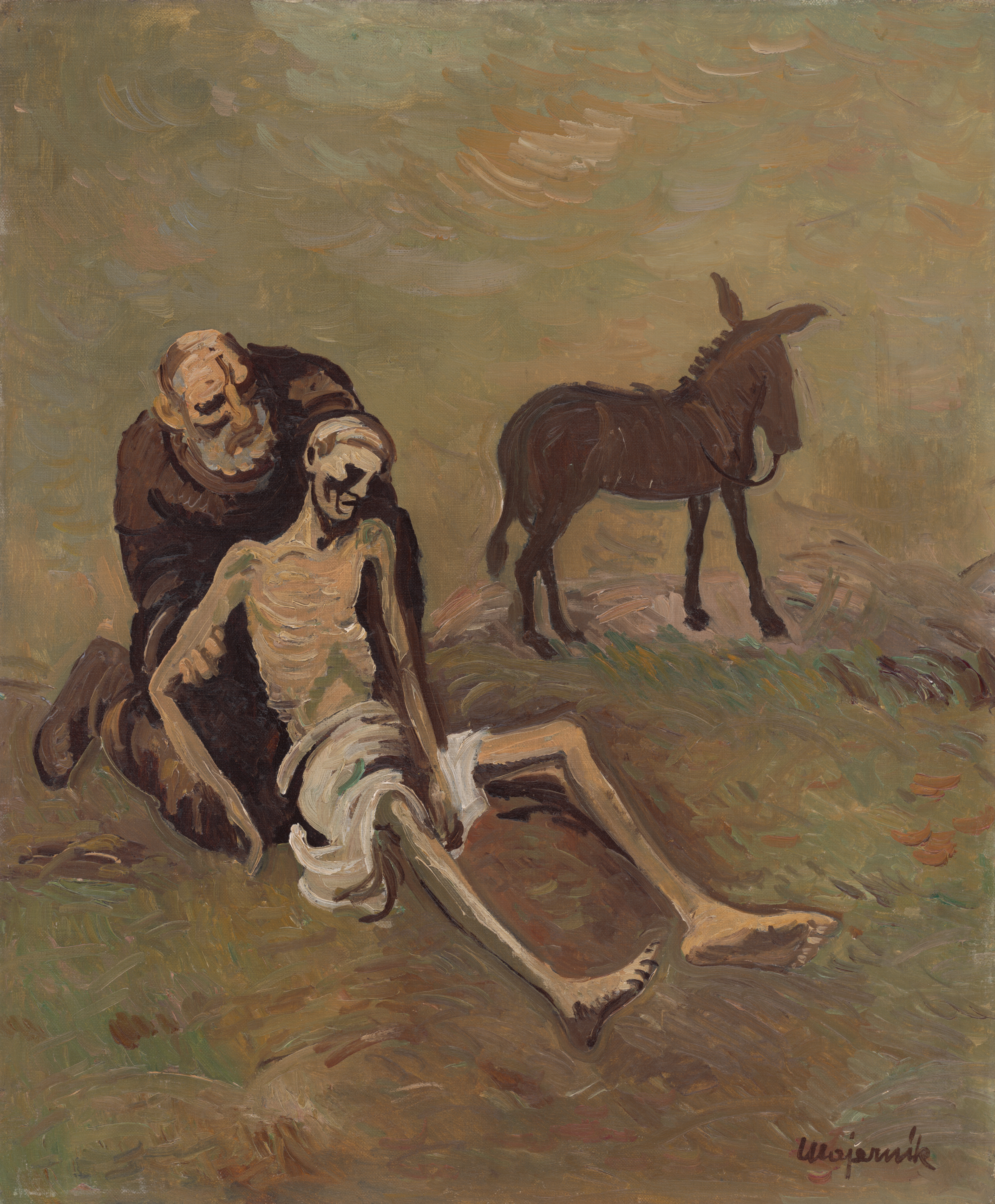
Az irgalmas szamaritánus
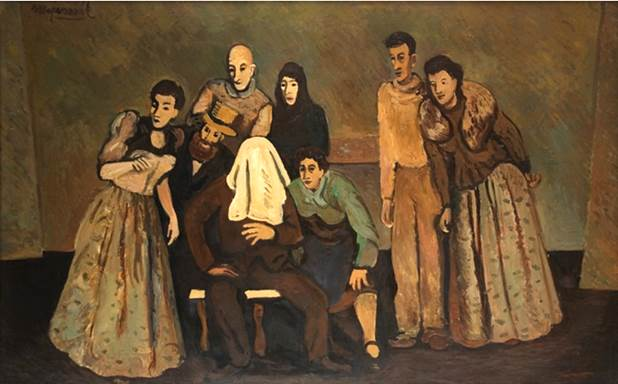
A tisztánlátás
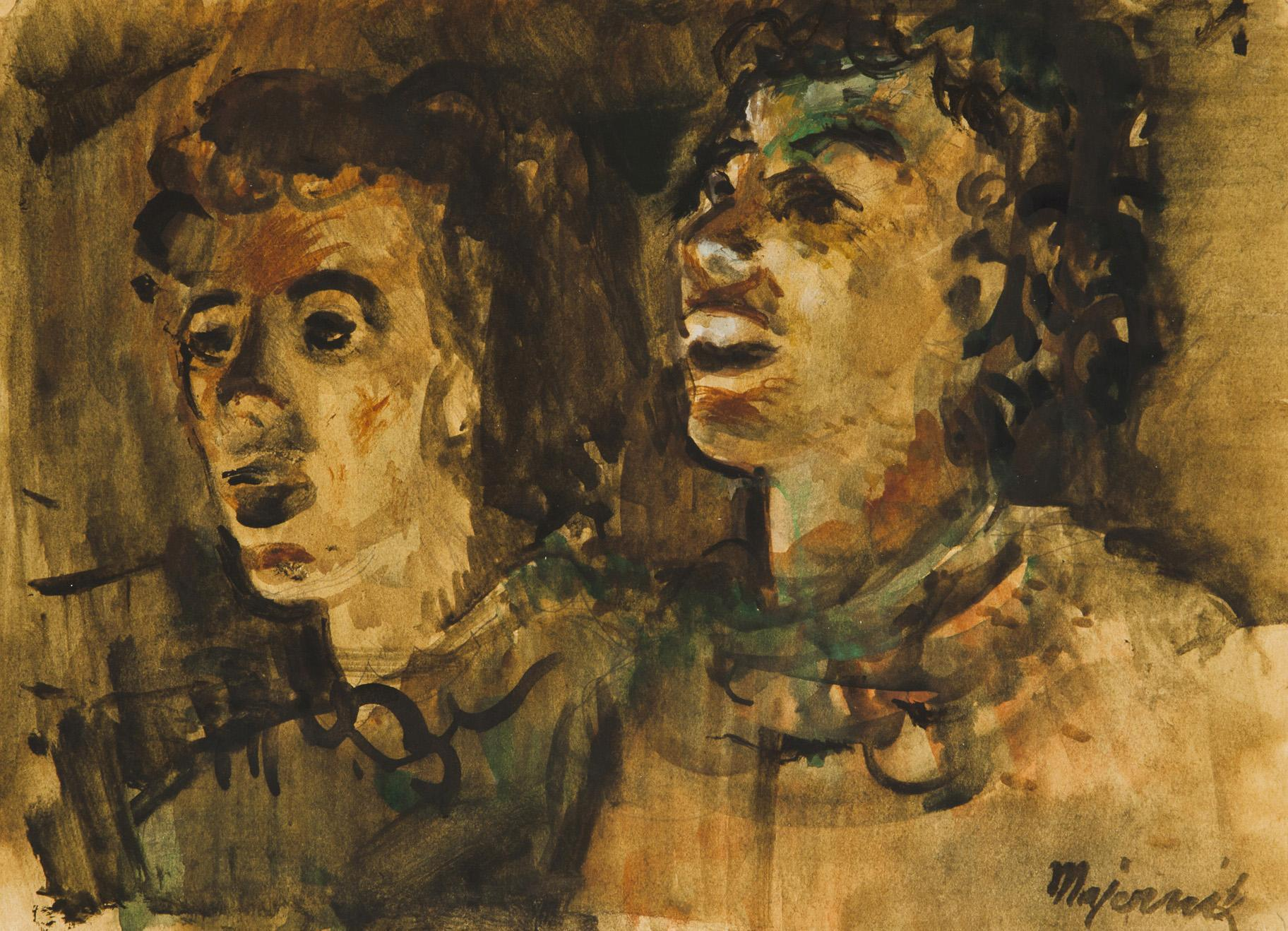
Énekesek
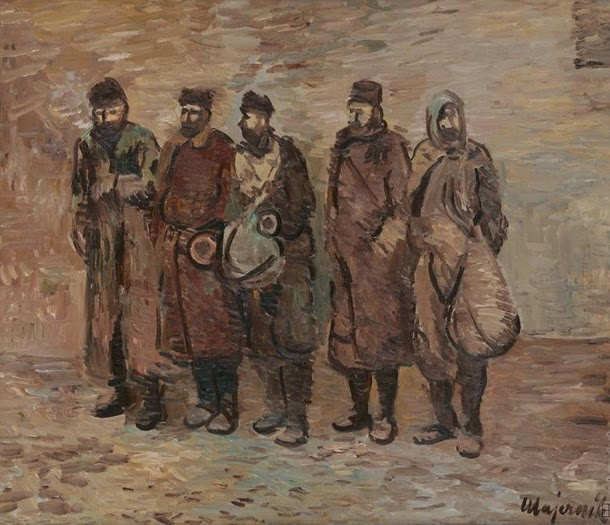
Foglyok

## Fordítás
- Ez a szócikk részben vagy egészben  a   Cyprián Majerník című angol Wikipédia-szócikk ezen változatának fordításán alapul.  Az eredeti cikk szerkesztőit annak laptörténete sorolja fel. Ez a jelzés csupán a megfogalmazás eredetét és a szerzői jogokat jelzi, nem szolgál a cikkben szereplő információk forrásmegjelöléseként.